# 行人子羽 (卫国)
子羽，春秋时期卫国大夫，官居行人（外交官），又作行人子羽。
前483年（周敬王三十七年、鲁哀公十二年、吴王夫差十三年、卫出公十年）吴国召集卫国参加诸侯会见。之前，卫国杀了吴国的行人且姚于是害怕，就和行人子羽商量。子羽说：“吴国正在无道的时候，恐怕会羞辱我国国君。不如不去会盟。”子木认为吴国正在无道的时候，国家无道，必加害于人。吴国无道，像疯狗一样咬人，足以祸害卫国。还是去吧。秋，卫出公在郧地会见夫差。鲁哀公和卫出公、宋国皇瑗结盟，而辞谢了与吴国结盟。吴国围住了卫出公的馆舍。子服景伯请求子贡前去说情。子贡请求子服景伯给他五匹锦，就去见吴国太宰嚭。谈到卫国的事情，太宰嚭说：“寡君愿意事奉卫君，但卫君来晚了，寡君害怕，所以把他留下。”子贡说：“卫君前来，定和其臣下商量，臣下们有人同意他来，有人不同意他来，因此才来晚。同意他来的人，是吴国的朋友。不同意他来的人，是吴国的仇人。拘禁卫君，是毁害朋友而抬举仇人，想毁害吴国的人就高兴了。会合诸侯却拘留了卫君，谁敢不怕？毁害朋友，抬举仇人，又让诸侯害怕，恐怕难于称霸啊。”太宰嚭赞同子贡的话，就释放了卫出公。